# Heròstrat de Nàucratis
Heròstrat (en grec antic: Ἡρόστρατος) fou un comerciant grec natural de Nàucratis (Egipte) conegut gràcies a una anècdota explicada per Policarm.
En un dels seus viatges, entre el 688 i el 685 aC, Heròstrat va adquirir a Pafos de Xipre una petita imatge d'Afrodita. A la tornada a Nàucratis, el vaixell va caure en una gran tempesta; Heròstrat va demanar la protecció a Afrodita, la qual tenia una gran predilecció per Nàucratis, i va mostrar la seva presència a la tripulació fent créixer diverses plantes de murta al seu voltant. Quan Heròstrat va desembarcar, va convidar els seus amics a un banquet per celebrar la salvació de tothom, i els va obsequiar amb una corona de murta, que a partir de llavors era anomenada també corona naucràtica (στέφανος Ναυκρατίτης).